# Asahimas Chemical
PT Asahimas Chemical est une entreprise de droit indonésien basée à Jakarta dans le secteur de la chimie de base. Son usine est située dans la zone industrielle de la ville de Cilegon dans la province de Banten.
Ses actionnaires sont les entreprises japonaises Asahi Glass Company et Mitsubishi Corporation ainsi que des intérêts indonésiens.

## Histoire
Asahimas Chemical a été fondée en 1986. L'investissement cumulé depuis cette période se monte à 500 millions de dollars US.
L'entreprise produit des produits chimiques de base comme la soude caustique, le dichlorure d'éthylène (ethylene dichloride ou EDC), le chlorure de vinyle monomère (vinyl chloride monomer ou VCM), le polychlorure de vinyle (polyvinyl chloride ou PVC), de l'acide chlorhydrique et l'hypochlorite de sodium ou eau de Javel.